# Ignacio Pinazo Camarlench
Ignacio Pinazo Camarlench (n. 11 ianuarie 1849, Valencia, Comunitatea Valenciană, Spania – d. 18 octombrie 1916, Godella⁠(d), Comunitatea Valenciană, Spania) a fost un pictor spaniol din Valencia. A fost unul dintre cei mai proeminenți pictori impresioniști de la sfârșitul secolului al XIX-lea din Spania.

## Biografie
Născut într-o familie săracă din Valencia, Pinazo a fost obligat încă de mic să ajute la întreținerea familiei prin practicarea diferitelor meserii. Urmase doar opt clase când mama lui a murit de holeră, iar tânărul Ignazio a fost angajat în diverse locuri de muncă: argintar, pictor de plăci și decorator de evantaie. După moartea tatălui său, a locuit cu bunicii săi și, în 1864, s-a înscris la Academia de Arte Frumoase San Carlosdin Valencia, câștigându-și existența ca pălărier.
Cariera sa artistică a început la vârsta de 21 de ani, iar trei ani mai târziu a obținut primul succes la Barcelona. În 1871, lucrări ale sale au fost expuse pentru prima dată în cadrul Expoziției Naționale de Arte Plastice.
În 1873, vânzarea unui tablou i-a oferit fonduri suficiente pentru a vizita Roma pentru prima dată. Când s-a întors în orașul natal, în 1874, a abandonat temele istorice convenționale cărora le  dedicase până atunci eforturile sale și a început, în schimb, să picteze subiecte de familie, figuri nud și scene din viața de zi cu zi, anticipându-i astfel pe Joaquín Sorolla y Bastida și Francisco Domingo atât ca subiect, cât și ca stil. Acesta este începutul unui stil mai intim, impresionist.
S-a întors la Roma în 1876, după ce a obținut o bursă din partea Diputación de València, de această dată rămânând cinci ani.
În 1884, din cauza unei epidemii de holeră în Valencia, Pinazo s-a mutat temporar în orașul Bétera⁠(d), unde a rămas în vila „Maria” a bancherului Jose Jaumandreu. Din 1884 până în 1886 a predat la Școala din Valencia. A primit numeroase comenzi de la aristocrația valenciană, incluziv de la marchiza de Benicarló.
Expozițiile anuale de artă i-au adus lui Pinazo medalii de argint în 1881 și 1885, și medalii de aur în 1887 și 1899. A primit o medalie regală, iar în 1912 o stradă din Valencia a primit numele lui.
A fost căsătorit cu Teresa Martinez Montfort. Au avut doi fii, Ignacio și Jose, ambii devenid la rândul lor pictori. A murit la Godella⁠(d), la vârsta de 67 de ani.

## Opera
Ignazio Pinazo a lucrat cu culori închise: negru, maro și alte nuanțe asemănătoare pământului, precum și în paleta sclipitoare tipică impresionismului. Lucrările sale prezintă adesea tușe rapide de pensulă. Printre picturile sale se numără:
- Las hijas del Cid (1879)
- Los ultimi moments del rey Don Jaime el Conquistador în el act de entregar su spada a su hijo Don Pedro
- El guardavía (1877)
- Barca en la playa (1890).

O parte din lucrările sale pot fi văzute în Basilica de la Asunción din orașul Cieza⁠(d) și în Muzeul de Arte Frumoase din València. Cea mai mare colecție de lucrări ale acestui pictor se află la Institutul de Artă Modernă din Valencia, cu peste o sută de picturi și șase sute de desene, deși, din păcate, acestea nu sunt expuse permanent. O selecție a lucrărilor sale poate fi, de asemenea, vizionată și la Muzeul Prado din Madrid.

## Selecție de picturi

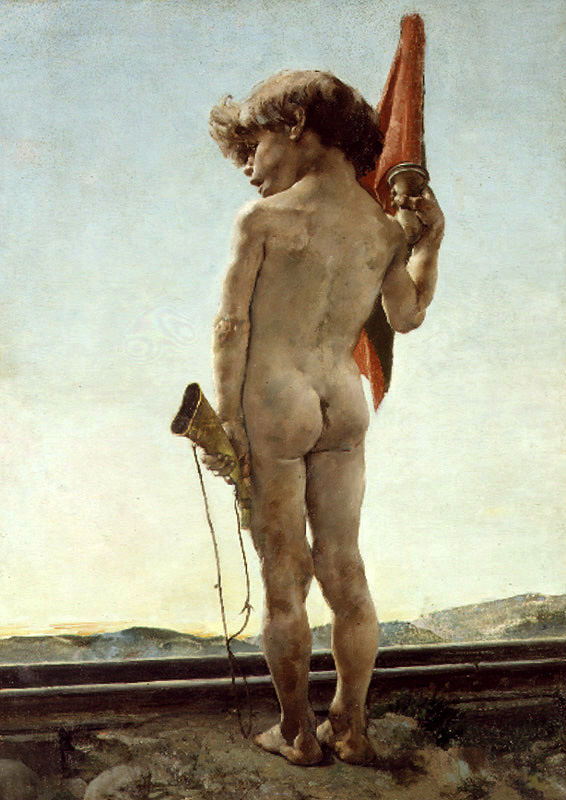
Lucrătorul de la șinele de cale ferată
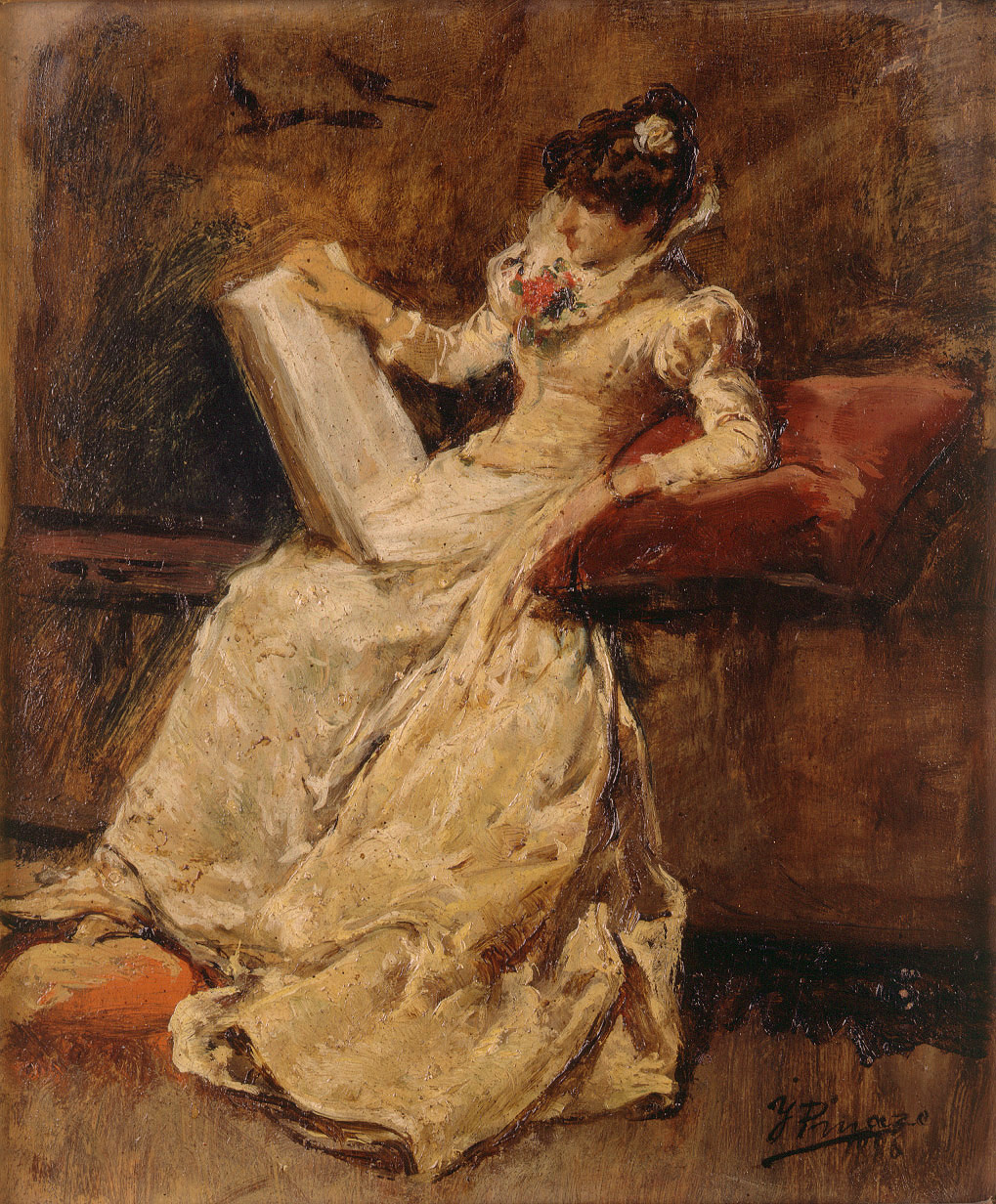
Figură feminină așezată
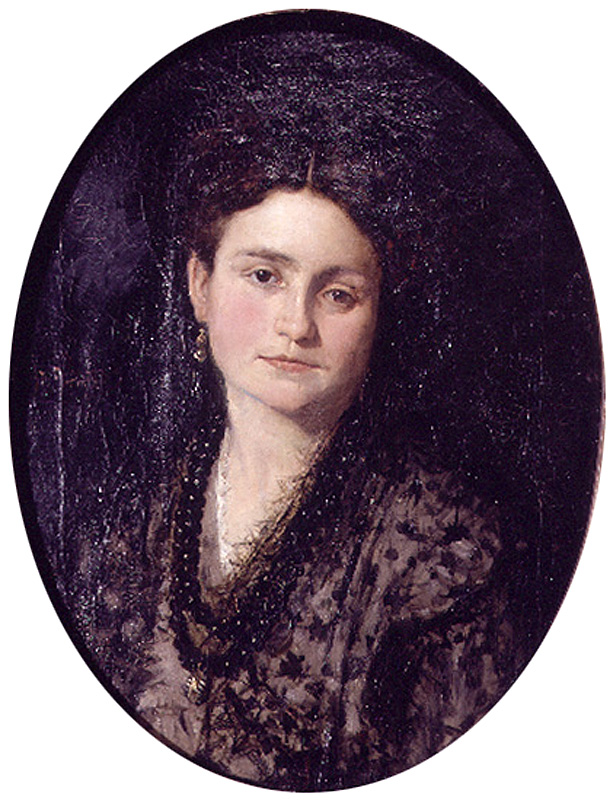
Portretul doamnei Teresa Martínez
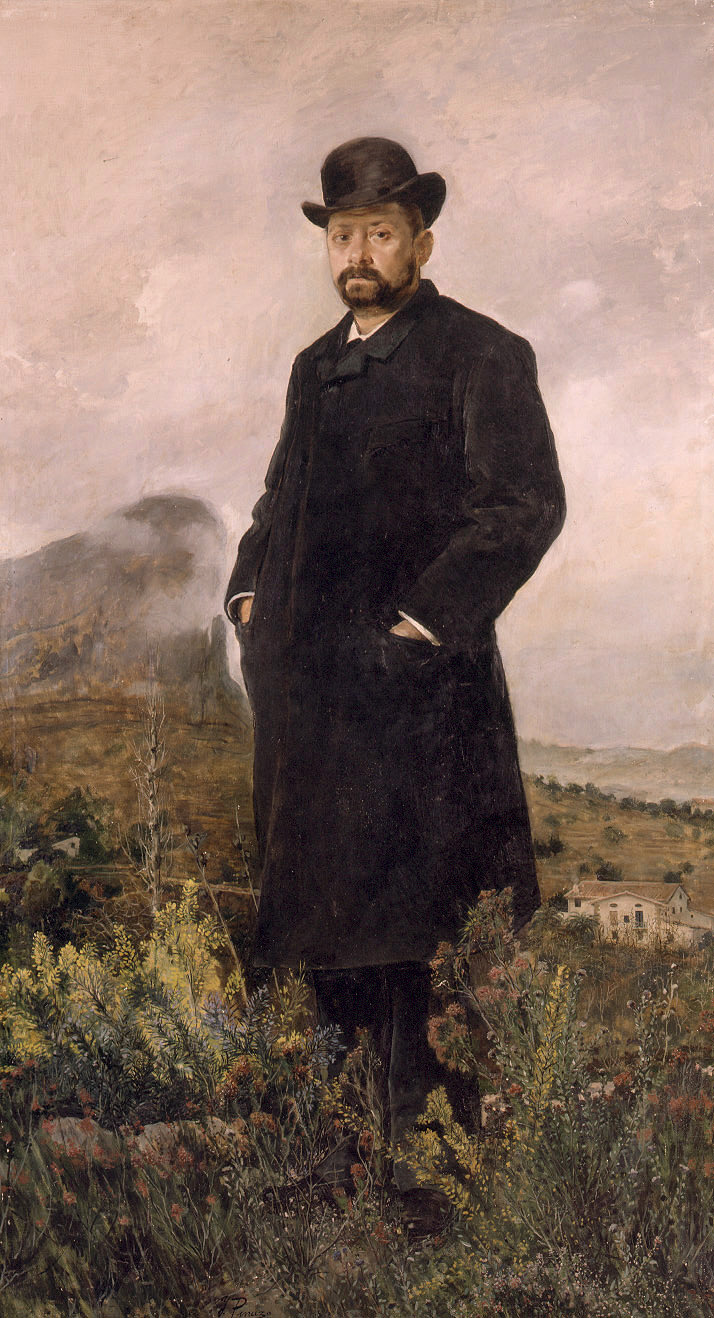
Portretul lui Don Manuel Comas
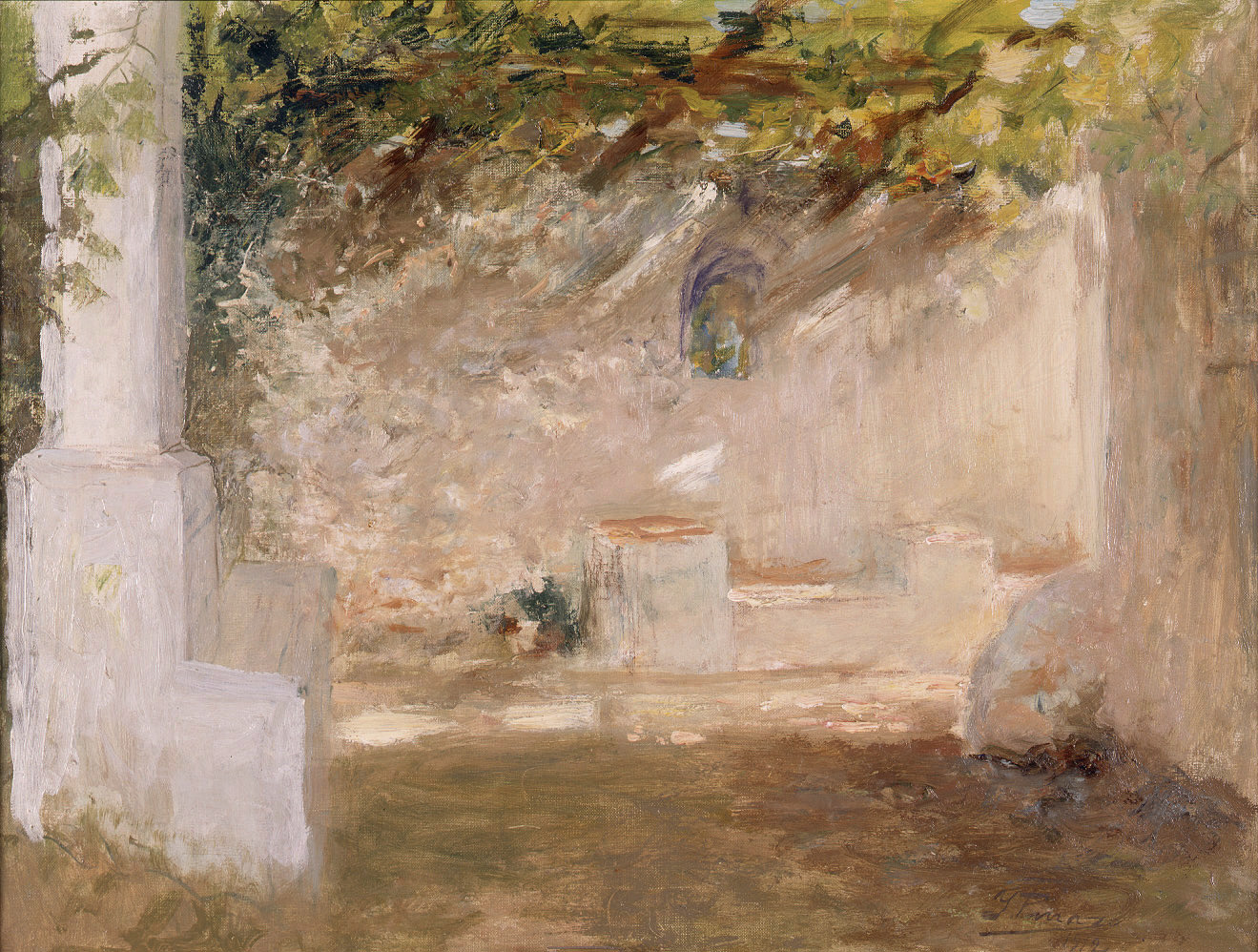
Arborele
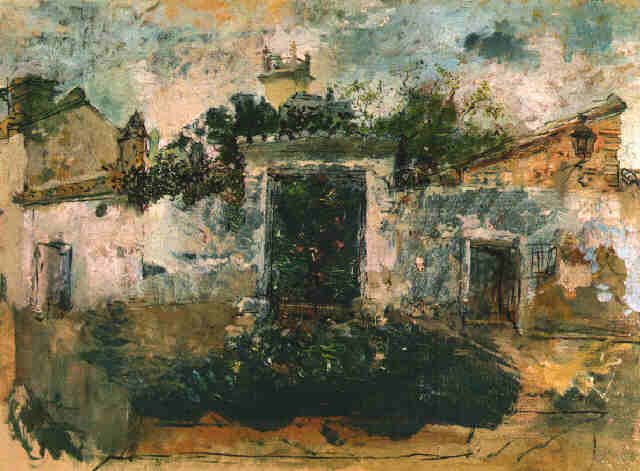
Strada mea din Godella
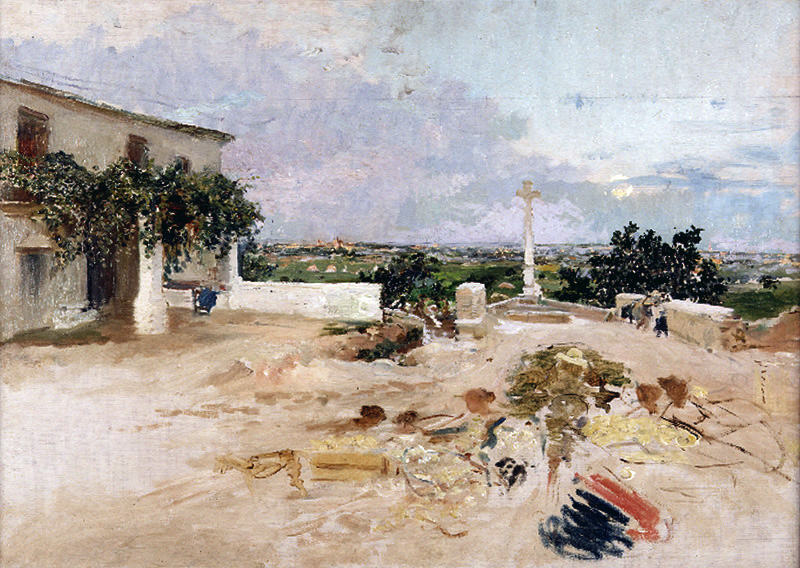
Crucea la Moara din Godella
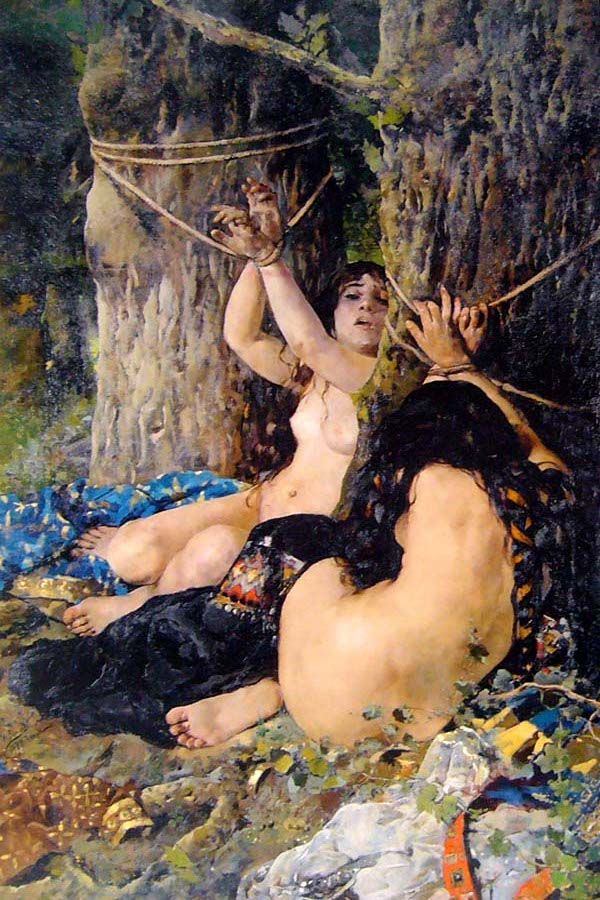
Fiicele lui El Cid
Căderea nopții pe digul de protecție III